# Lorenzo Fonda

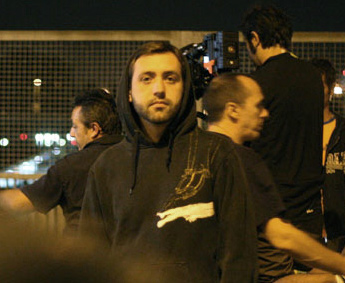
Fonda bei der Produktion eines Werbefilms für Nike

Lorenzo Fonda (* 28. November 1979 in Modena, Italien) ist ein italienischer Filmregisseur und Künstler mit Wohnsitz in New York City. Seine Arbeit umfasst Dokumentarfilme, Kurzfilme, Werbespots, Musikvideos und interaktive Installationen. Seine vielseitigen filmischen Stile und Techniken reichen von stilisierten Live-Action-Sequenzen bis hin zu skurrilen und humorvollen Animationen. Fondas Dokumentarfilm MEGUNICA wurde mit mehreren Preisen ausgezeichnet.

## Leben
Das erste Viertel seines Lebens verbrachte Lorenzo Fonda in Italien, wo er sich das künstlerische Handwerk des Filmens und der Illustration selbst beibrachte. Daneben betrieb er seit früher Jugend das Skateboarding, ein Sport, dessen Dynamik sich nach seiner Angabe noch heute in seinen Werken niederschlägt. Mit 25 Jahren erhielt er ein Stipendium am communication research centre Fabrica in Treviso, an dem er seine künstlerischen Fertigkeiten vertiefte und Kontakte zu Künstlern aus aller Welt knüpfte. Bald nach Beendigung seines Studiums bekam er erste Aufträge von internationalen Werbeagenturen, als Regisseur für Werbespots zu arbeiten. Im Jahr 2013 übersiedelte er nach New York City.

## Künstlerisches Wirken

### Musikvideos, Werbespots, Kurzfilme und weitere TV-Arbeiten
Musikvideos erstellte Fonda unter anderem für Scissor Sisters, Metronomy, Bright Eyes, Jamie Woon, Bernhard Fleischmann, For a Minor Reflection und Metronomy. Werbespots drehte er für Unternehmen wie Nike, MTV und Alfa Romeo sowie für den San Diego Zoo, für den er 2013 unter dem Namen Koalafornia vier Spots über die zwanzig neu erworbenen Koalas produzierte. Zu Fondas nicht-kommerziellen Arbeiten gehören Kurzfilme für den Welt-AIDS-Tag im Jahr 2005 und der Titel Big Cats Week für den National Geographic Channel, der daran erinnern soll, wie außergewöhnlich Wild- und Großkatzen sind und der auf ihre Gefährdung aufmerksam machen will. Für den Boys & Girls Clubs of America (BGCA) schuf er dreiminütige Kurzfilme über die ehemaligen Club-Mitglieder Wesley Clark (BE BRAVE) und Denzel Washington (BE GRATE). Im Dezember 2008 überquerte Fonda den Pazifischen Ozean an Bord des Frachtschiffs Portland Senator auf der Route von Los Angeles nach Shanghai. Seine Erfahrungen auf See schlugen sich in dem zehnminütigen Video Ten things I have learned about the sea nieder. Den Film unterlegte er mit Musik der Band Hammock aus dem Album Maybe They Will Sing for Us Tomorrow.
Zu einem seiner anspruchsvollsten und interessantesten Projekte zählt Fonda seine Arbeit aus dem Jahr 2014 über den jungen italienischen Sänger Son Pascal. Pascal ging von London nach Kasachstan, um dort an einer Talentshow teilzunehmen. Er gewann die Show zwar nicht, blieb aber dennoch im Land und entwickelte sich zu einem der bekanntesten Pop-Stars Kasachstans. Über das hektische Leben Pascals wurde daraufhin die docu-reality-Staffel Pascalistan TV Series gedreht, die im italienischen Sender Deejay Tv gezeigt wurde. Da diese Sendung auf große Resonanz stieß, wurde von dem Show-Creator Davide Tappero Merlo eine zweite Staffel nachgelegt, für die Fonda als Regisseur verpflichtet wurde. Später erwarb die BBC die Rechte an dem Format und adaptierte die Staffel für das britische Fernsehen.

„The combination of Pascal’s energy, Davide’s creative authorial supervision and the unique quality of the place and its people contributed to make this one of the most rewarding project I’ve ever been part of.“

### Dokumentarfilme

Monument in Gibellina Vecchia

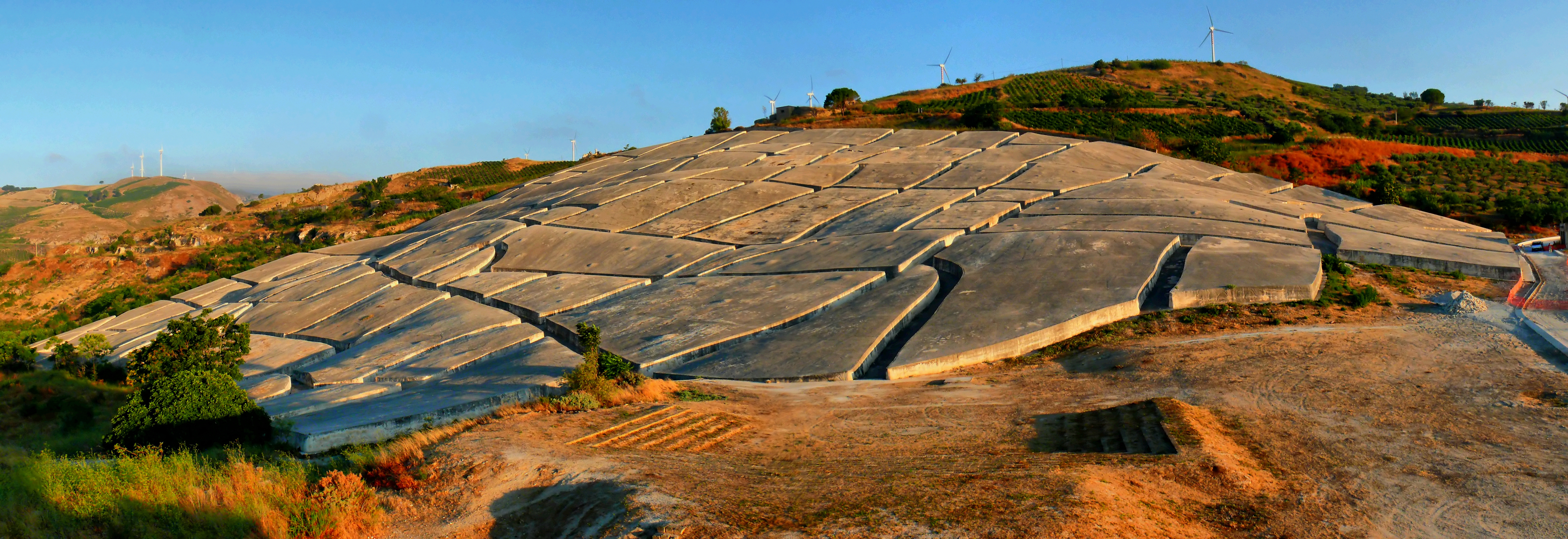
Dito

Lorenzo Fonda ist vor allem bekannt durch seine Zusammenarbeit mit dem italienischen Streetart-Künstler Blu in dem Filmprojekt MEGUNICA. In einer Mischung aus Künstlerportrait und Roadmovie folgt der 80-minütige Dokumentarfilm aus dem Jahr 2008 Blu auf einer Reise durch Süd- und Zentralamerika im Herbst/Winter 2006 und zeigt den Künstler bei der Arbeit. Der Name MEGUNICA ist ein Akronym aus den Anfangsbuchstaben der bereisten Länder MExiko, GUatemala, NIcaragua, Costa Rica und Argentinien. Das Ziel des Projekts bestand darin, zu erforschen und zu dokumentieren, ob und inwieweit die unterschiedlichen Umfelder und sozialen Bedingungen der bereisten Länder Blus kreative Prozesse beeinflussen und sich über eine veränderte Wahrnehmung in seinen Wandmalereien, Zeichnungen und Animationen niederschlagen.
Der zweite Dokumentarfilm Fondas mit dem Titel Archaeology of the future befindet sich in der Postproduktion (Stand 2014). Er behandelt das Kunstwerk des 1995 verstorbenen Materialbildners Alberto Burri, das am Ort der 1968 durch ein Erdbeben zerstörten sizilianischen Stadt Gibellina als Raumkomposition entstand. Im Jahr 1981 hat Burri über Gibellina Vecchia, den Ruinen des alten historischen Teils von Gibellina, das gewaltige Monument errichtet. Die Ruinen wurden unter einer dicken Schicht Beton begraben, der begehbare Einschnitte aufweist, um die alten Gassen mit ihrer Enge noch nachvollziehen zu können. Der Dokumentarfilm rekonstruiert die Geschichte des Kunstwerks und der daran beteiligten Personen. Mit einem Team von Skateboardern fährt die Filmcrew die Einschnitte der alten Gassen und das Gelände ab. Mit Interviews, Archivmaterial, Skateboard-Material, animierten Nachstellungen und fiktiven Segmenten untersucht Fonda die Auswirkungen des Kunstwerks und seines Schaffensprozesses. Zudem versucht der Film am Beispiel des Kunstwerks das Wesen der Kunst im öffentlichen Raum zu ergründen und zu zeigen, wie Kunst den Menschen überdauern und zum Vermächtnis der Zivilisation werden kann.

## Werke (Listenübersicht)

### Musikvideos
- sUngria (italienische Band) – Prelude, 2003/2004 (Video auf YouTube)
- Bernhard Fleischmann – 02/00, 2006
- Duo505 – Nochwas, 2006
- Bright Eyes – No one would riot for les, Mai 2007
- For a Minor Reflection – A Mol, Mai 2010
- Jamie Woon – Night Air, November 2010
- Metronomy – The Look, März 2011
- Scissor Sisters – Only the Horses, April 2012
- Scissor Sisters – Baby Come Home, Mai 2012

### Werbefilme
- MTV Ident – Tamandua Love, 2004[13]
- Nike, PKO (Panna K.O.), Turnier in Italien – 4 Werbespots, 2005[14]
- Nike, Shox (Sportschuhmodell) – 2 Werbespots, 2005[15]
- Welt-AIDS-Tag – PSA (public service announcement), 2005
- Sundek (Hersteller von Sportartikeln, insbesondere von Bademoden) – Skip the Winter (Web viral), 2006[16]
- Sundek – Skip the Winter (TV Ad – Television advertisement), 2006
- Converse – Giant Leap, 2006[17]
- MTV Load – Handstanding Being – „Trash“, 2006[18]
- Paramount Comedy – Dinosaur NAP Bumper, 2007[19]
- Alfa Romeo – Sloth out, 2007[20]
- Police Eyewear (italienische Brillenfirma) – Be Younique, 2009[21]
- Nike – Run Unleashed, 2010[22]
- Boys & Girls Clubs of America (BGCA) – BE BRAVE Wesley Clark, 2010[4]
- Boys & Girls Clubs of America – BE GREAT Denzel Washington, 2010[5]
- National Geographic Channel – Big Cats Week, 2011[3]
- Ugg Australia (australischer Ableger der Deckers Outdoor Corporation) – Keep Steppin, 2012[23]
- San Diego Zoo – Koalafornia, 2013; vier Spots: Koalafornia – Eucalyptus, Koalafornia – Lowrider, Koalafornia – Eucalyptus, Koalafornia – Lifeguard, Koalafornia – Montage[24]

### Dokumentarfilme
- MEGUNICA, 2008
- Archaeology of the future (in Produktion)

### Weitere Film-Werke
- Short films about life (Serie) – 5 Kurzfilme (Fate, Travel, Love, Friends, Enemies), Musik: Ennio Morricone, 2006.[25]
- Festival opener – Opener des  Boston Independent Film Festivals, 2007.[26]
- BLU + ERICAILCANE – Video im Auftrag der Spatio Razmataz Galerie, Prato, 2007. Kurzdokumentation über das illegale nächtliche Bemalen einer Hauswand in Prato durch die beiden Streetart-Künstler.[27]
- King of Empty – Teil des Projekts PSST! Pass it on, 2008.[28]
- Ten things I have learned about the sea – personal short-Video, 2008. Musik von Hammock aus dem Album Maybe They Will Sing for Us Tomorrow.[29]
- WARP20 NYC Documentary – Videodokumentation zum zwanzigsten Jubiläumsjahr von Warp Records, 2010.[30]
- The Sound of Heat – Kurzfilme über die Ausstellung Art in the streets des Museums of Contemporary Art, Los Angeles (MOCA), 2011.[31]
- Deejay Tv/BBC – Pascalistan TV Series, 2014. Regie der zweiten docu-reality-Staffel über den italienischen Sänger Son Pascal.[7]

### Bücher
- A Trumpet and a Feather. Graphic novel. Verlag Terracava, Mailand 2014 (keine ISBN).[32]
- Tonight, on planet earth. Mini-Comic. Selbstverlag, 2014 (keine ISBN).[33]
- The Uncanny. Graphic novel. Work in progress.[34]

## Auszeichnungen
- MEGUNICA – „Best Creative Documentary“ (Spezialpreis) auf dem International Documentary Film Festival Amsterdam (IDFA) 2008
- MEGUNICA – „Special Merit Price“ (Special Jury Price) auf dem Taiwan International Documentary Festival 2009
- MEGUNICA – „Best Documentary“ auf dem IX. Festival Concorso Iceberg[35] (Visioni Italiane), Bologna 2009.

Zudem war MEGUNICA 2008 für den „Grierson Youth Jury Award“ auf dem Sheffield Doc/Fest (Sheffield International Documentary Festival (SIDF)) nominiert.